# Anna Sauerbrey

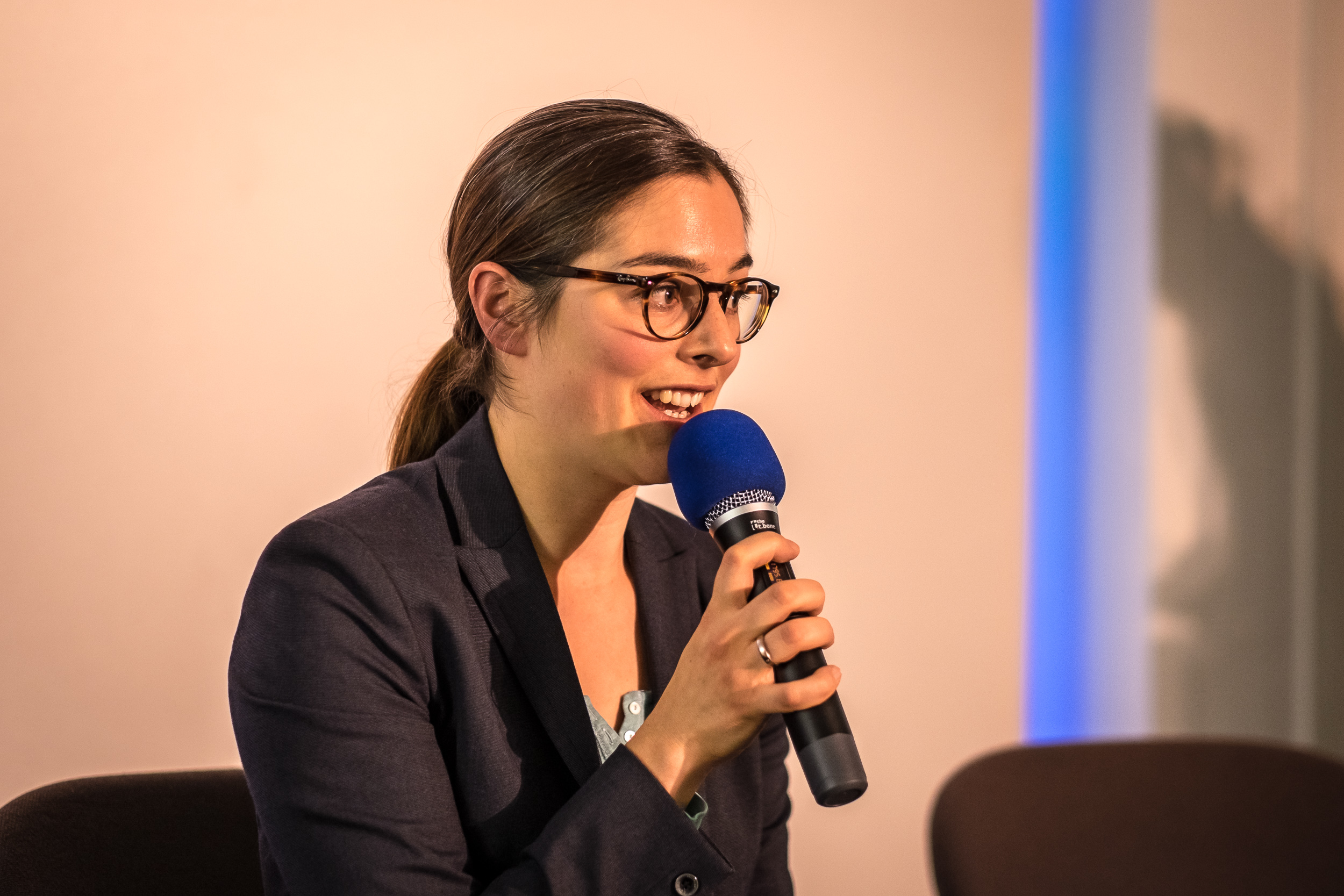
Anna Sauerbrey, 2014

Anna Sauerbrey (* 1979 in Essen) ist eine deutsche Journalistin.

## Werdegang
Sauerbrey studierte Mittlere und Neuere Geschichte, Politikwissenschaft und Publizistik in Mainz und Bordeaux. Mit einer Dissertation über Die Straßburger Klöster im 16. Jahrhundert wurde sie 2005 zum Dr. phil. promoviert. Von 2005 bis 2009 war sie wissenschaftliche Mitarbeiterin am Historischen Seminar der Universität Mainz. Sauerbrey war Hospitantin unter anderem bei F.A.Z. und ZDF und mehrere Jahre freie Mitarbeiterin der Mainzer Rhein-Zeitung. 2009 absolvierte sie ein Volontariat beim Berliner Tagesspiegel und wurde 2011 Mitarbeiterin von dessen Meinungsredaktion. 2013 war sie als Arthur F. Burns Fellow beim Philadelphia Inquirer. In der New York Times schrieb sie 2015 bis 2022 eine monatliche Kolumne über Deutschland. Sauerbrey leitete das Ressort „Meinung/Causa“ des Tagesspiegels und war von 2018 bis 2022 Mitglied der Chefredaktion des Tagesspiegels. Seit Februar 2022 ist sie in Nachfolge von Jörg Lau Koordinatorin Außenpolitik bei der Zeit.
Sauerbrey gehört seit 2019 der Jury des Axel-Springer-Preises an.

## Werke (Auswahl)
- Die Straßburger Klöster im 16. Jahrhundert. Eine Untersuchung unter besonderer Berücksichtigung der Geschlechtergeschichte. Mohr Siebeck Verlag, Tübingen 2012, ISBN 978-3-16-151691-7. (Zugleich Dissertation, Universität Mainz 2005)
- Machtwechsel. Wie eine neue Politikergeneration das Land verändert. Rowohlt Berlin, Berlin 2022, ISBN 978-3-7371-0144-8.[7]

## Auszeichnungen
- Journalist des Jahres 2019 in der Kategorie „Beste Regional-Chefredakteure“[8]